# Ніжинське нижче механіко- і сільськогосподарсько-технічне училище імені А. Ф. Кушакевича
Ніжинське нижче механіко- і сільськогосподарсько-технічне училище імені А. Ф. Кушакевича з підготовчим при ньому класі — навчальний заклад у Ніжині, що існував в 1911—1917 роках.
На підставі пропозиції Міністерства народної освіти від 4 липня 1911 року училище реорганізовано в нижче механіко- і сільськогосподарсько-технічне училище імені А. Ф. Кушакевича з підготовчим при ньому класі. До складу училища входили механічне та сільськогосподарське відділення. Правонаступником навчальнного закладу є Ніжинський агротехнічний інститут.

## Навчальна частина

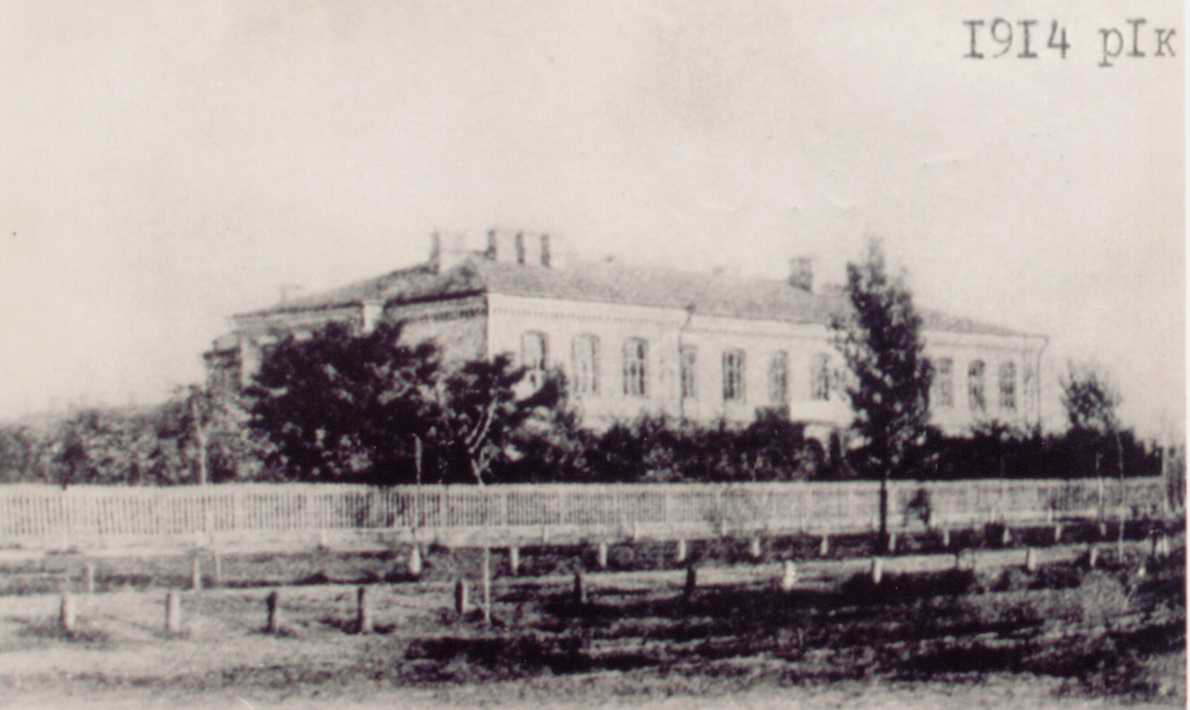
Навчальний корпус 1914 р.

У 1913 р. у будівлі училища діяли навчальні кабінети: фізико-математичний, сільськогосподарсько-технічний, природничо-історичний, малювання та сільськогосподарсько-технічна лабораторія. Для практичних занять діяли майстерні: дві слюсарні, столярна, складальна. Також кузня, ливарня. У майстернях училища було організоване електричне освітлення від власної динамо-машини з мережею в 70 лампочок. До училища також відносились навчальна сільськогосподарська ферма, навчальний сад та город, метеорологічна станція 1-го класу 2-го розряду. Для потреб учнів у приміщенні училища діяв магазин. Загалом у штаті училища працював 21 працівник.

## Учнівсько-педагогічний склад

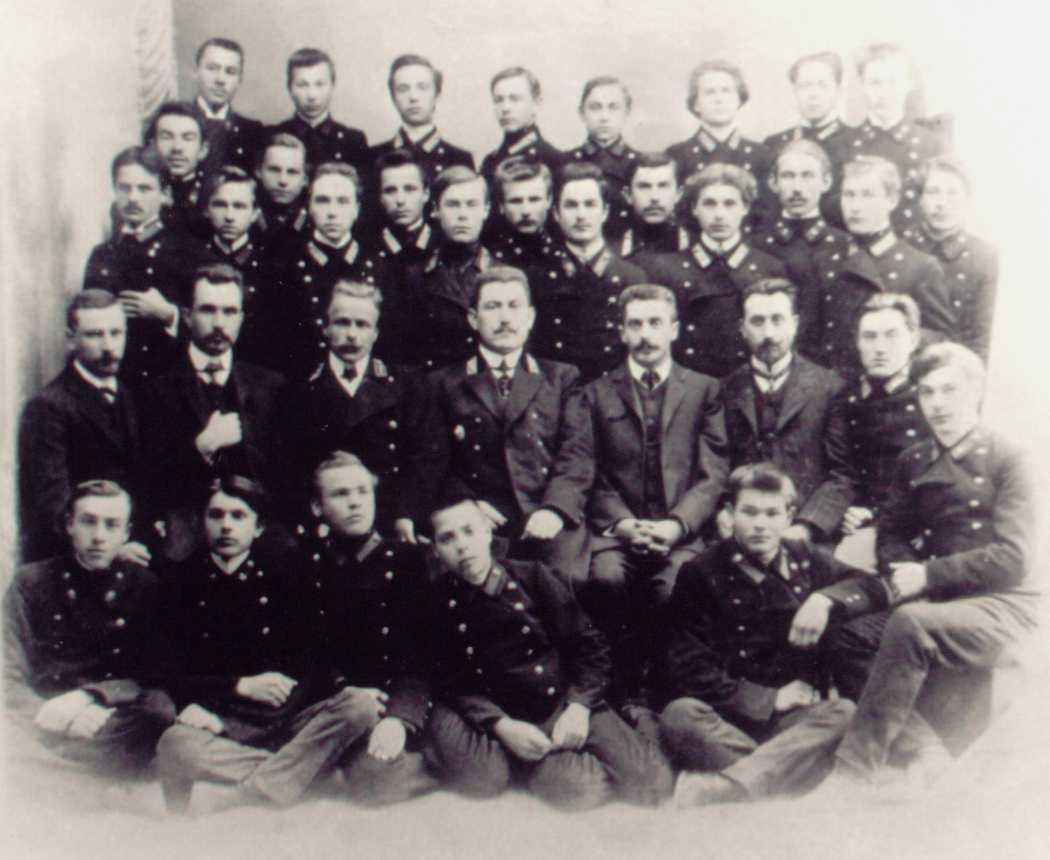
Випуск учнів училища 1914 р.

У 1913 р. училище закінчило 17 учнів, вступило 51 учень. На 1 січня 1914 р. навчалося 139 учнів.
| Ведомость о числе служащих на 1 января 1914 г. |   |
| Почетных попечителей                           | 1 |
| Директор                                       | 1 |
| Инспектор                                      | 1 |
| Заведующий учебной частью                      | 1 |
| Законоучитель                                  | 1 |
| Преподаватели:                                 |   |
| общеобразовательных предметов                  | 1 |
| специальных предметов                          | 5 |
| графических искуств                            | 1 |
| Руководители практических занятий              | 5 |
| Мастеров                                       | 7 |

## Фінансування
| Ведомость о расходах на содержание в 1913 г.  |           |
| Из Государственного казначейства              | 20942 руб |
| Из сбора за учение                            | 1669 руб  |
| Из городских сум                              | 1000 руб  |
| Из земских зборов                             | 3500 руб  |
| Из % пожертвованых капиталов                  | 3960 руб  |
| Из доходов продажи изделий мастерских и фермы | 481 руб   |
| Остатки                                       | 812 руб   |
| Итого                                         | 32365 руб |

## Ферма
У 1913 р. училище мало власну ферму, яка складалася з тваринницького двіру (4 корови) та молотильного сараю (жатка, віялка). Обладнанням ферми стала пружинна американська борона 9-ти зубцева заводу Вальтер-Вуда, розпашник-окучник «Планет», плуг 6-ти дюймовий Сакка, окучник заводу Вольского в Любліні.

## Перша світова війна
Із листопада 1915 р. по березень 1918 р. у майстернях училища за умовами воєнного часу розташувалася тилова гарматна № 4 майстерня Південно-Західного фронту, котра мала різноманітні верстати (верстати-автомати, токарні верстати «Хемніц», токарні верстати американського зразка), двигуни («Бенц») та багато іншого обладнання.
У ході Першої світової війни педагогічна рада постановила введення щотижневих уроків військового строю та гімнастики, котрі проводились у період з 7 січня по травень 1917 р. Заняття гімнастики велись відповідно до височайше затверджених настанов для навчання військ.